# Sièges de Kolberg
Guerre de Sept Ans
Batailles
- Minorque (navale) (1756)
- Pirna (1756)
- Lobositz (1756)
- Reichenberg (1757)
- Prague (1757)
- Kolin (1757)
- Hastenbeck (1757)
- Gross-Jägersdorf (1757)
- Moys (1757)
- Rochefort (1757)
- Rossbach (1757)
- Breslau (1757)
- Leuthen (1757)
- Carthagène (navale) (1758)
- Olomouc (1758)
- Saint-Malo (1758)
- Rheinberg (1758)
- Krefeld (1758)
- Domstadl (1758)
- Cherbourg (1758)
- Zorndorf (1758)
- Saint-Cast (1758)
- Tornow (1758)
- Lutzelberg (1758)
- Hochkirch (1758)
- Bergen (1759)
- Kay (1759)
- Minden (1759)
- Kunersdorf (1759)
- Neuwarp (navale) (1759)
- Hoyerswerda (1759)
- Baie de Quiberon (navale) (1759)
- Maxen (1759)
- Meissen (1759)
- Glatz (1760)
- Landshut (1760)
- Corbach (1760)
- Emsdorf (1760)
- Dresde (1760)
- Warburg (1760)
- Liegnitz (1760)
- Rhadern (1760)
- Berlin (1760)
- Kloster Kampen (1760)
- Torgau (1760)
- Belle-Île (1761)
- Langensalza (1761)
- Cassel (1761)
- Grünberg (1761)
- Villinghausen (1761)
- Ölper (1761)
- Kolberg (1761)
- Wilhelmsthal (1762)
- Burkersdorf (1762)
- Lutterberg (1762)
- Reichenbach (1762)
- Almeida (1762)
- Valencia de Alcántara (1762)
- Nauheim (1762)
- Vila Velha de Ródão (1762)
- Cassel (1762)
- Freiberg (1762)

- Jumonville Glen (1754)
- Fort Necessity (1754)
- Fort Beauséjour (1755)
- 8 juin 1755
- Monongahela (1755)
- Petitcoudiac (1755)
- Lac George (1755)
- Fort Bull (1756)
- Fort Oswego (1756)
- Kittanning (1756)
- En raquettes (1757)
- Pointe du Jour du Sabbat (1757)
- Fort William Henry (1757)
- German Flatts (1757)
- Lac Saint-Sacrement (1758)
- Louisbourg (1758)
- Le Cran (1758)
- Fort Carillon (1758)
- Fort Frontenac (1758)
- Fort Duquesne (1758)
- Fort Ligonier (1758)
- Québec (1759)
- Fort Niagara (1759)
- Beauport (1759)
- Plaines d'Abraham (1759)
- Sainte-Foy (1760)
- Neuville (1760)
- Ristigouche (navale) (1760)
- Mille-Îles (1760)
- Signal Hill (1762)

- Cap-Français (1757)
- Martinique (1759)
- Guadeloupe (1759)
- Dominique (1761)
- Martinique (1762)
- Cuba (1762)

- Chandernagor (1757)
- Plassey (1757)
- Gondelour (1758)
- Négapatam (navale) (1758)
- Condore (1758)
- Madras (1758)
- Pondichéry (navale) (1759)
- Masulipatam (1759)
- Chinsurah (1758)
- Wandiwash (1760)
- Pondichéry (1760-1761)
- Manille (1762)

- Saint-Louis (1758)
- Gorée (1758)
- Gambie

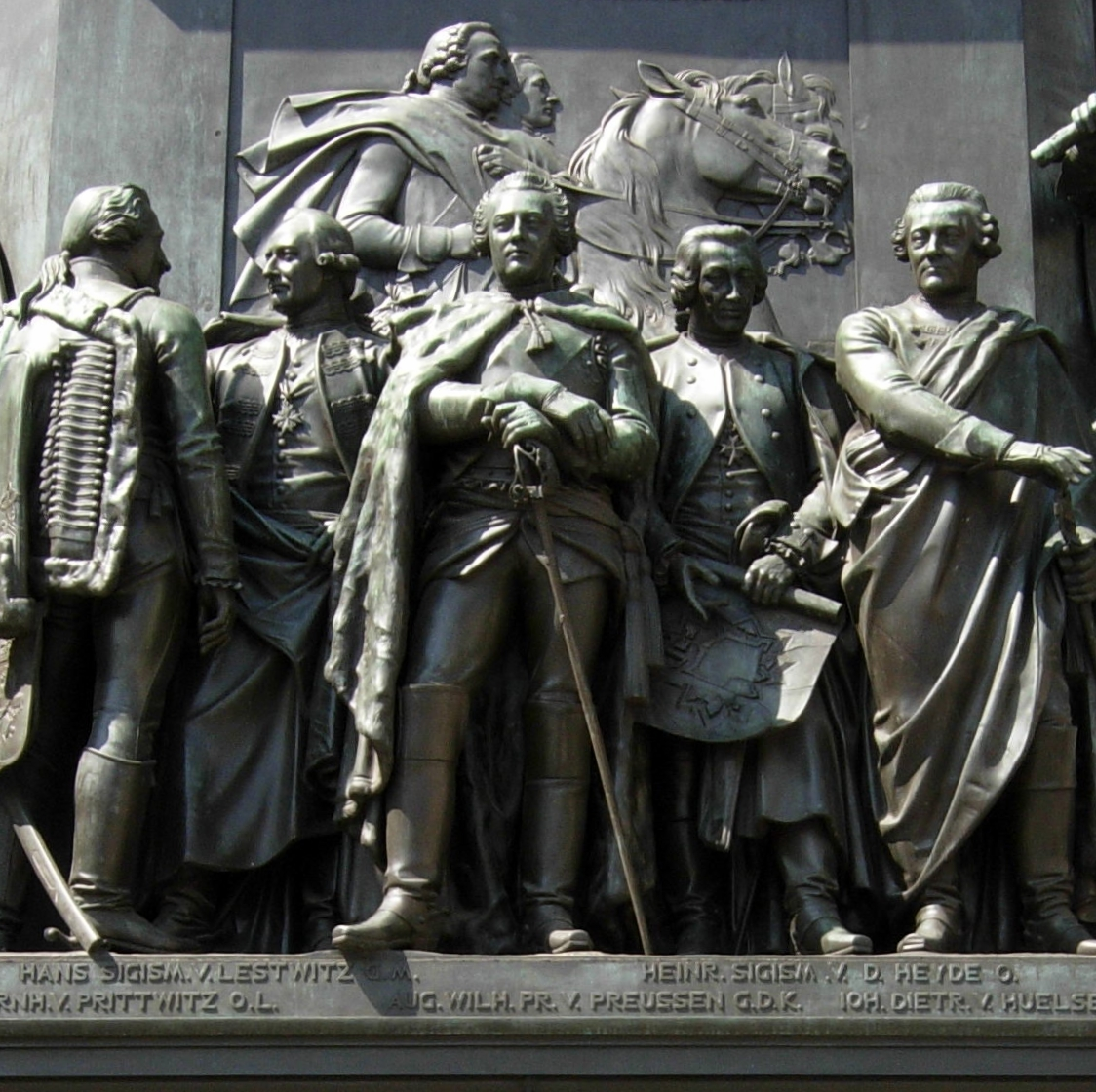
Heinrich Sigismund von der Heyde (deuxième à partir de la droite), représenté au pied d'un mémorial en l'honneur de Frédéric II de Prusse situé à Berlin. Commandant prussien durant la bataille de Kolberg, il tient en ses mains une carte de la forteresse.

Le siège de Kolberg consiste en trois encerclement successifs de la ville de Colberg en province de Poméranie, alors partie du royaume de Prusse, en 1758, 1760 et 1761  durant la guerre de Sept Ans. L'armée impériale russe obtient la capitulation de la ville le 16 décembre 1761.

## Contexte
L'Empire russe, allié de la France et de l'Autriche contre la Prusse de Frédéric II, a envahi à plusieurs reprises la Prusse-Orientale et tenté d'opérer en concertation avec ses alliés autrichiens, aux batailles de Kunersdorf en 1759, de Legnica en 1760, lors du raid sur Berlin la même année, et enfin au camp de Bunzelwitz en 1761. La mésentente entre les deux alliés ne permet pas un succès décisif. Dans le même temps, la Russie tente d'élargir sa zone d'influence sur la mer Baltique et de fermer cette mer aux Anglais, alliés de la Prusse, en concluant une alliance avec les royaumes de Suède et de Danemark.

## Siège de 1758
Le général Villim Fermor, chef de l'armée russe, envoie une armée de 4 000 hommes commandée par Johann Palmbach (ru) (ou Palmenbach) attaquer le port de Kolberg sur la Baltique, avec le soutien d'une flotte russe de 27 vaisseaux. La ville est défendue par le général prussien Heinrich Sigismund von der Heyde (de) avec 700 hommes de troupes régulières et une milice. Les Russes mettent le siège le 3 octobre 1758 et donnent plusieurs assauts, dans la nuit du 29 au 30 octobre, puis le 31 octobre, qui sont repoussés. Le siège est levé le 1er novembre 1758 Cette défense vaudra à von der Heyde d'être décoré de l'ordre Pour le Mérite.

## Siège de 1760
La ville, de nouveau assiégée du 27 août au 23 septembre 1760 par une force de 8 000 Russes et Suédois commandés par Gottlob Curt Heinrich von Tottleben, est secourue par une petite armée prussienne commandée par Paul von Werner (de), obligeant les assiégeants à se rembarquer.
De la fin de 1760 au début de 1761, Tottleben continue ses incursions en Poméranie puis, le 25 février 1761, conclut une trêve avec les Prussiens, ce qui suspend les opérations jusqu'en juin.

## Siège de 1761
Lors du troisième siège, une armée russe de 12 000 hommes commandée par le général Piotr Alexandrovitch Roumiantsev encercle la ville  à partir du  22 août 1761; l'armée de secours prussienne conduite par Frédéric-Eugène de Wurtemberg établit un camp retranché près de Koszalin sans engager le combat; une flotte de 33 vaisseaux russes et 8 suédois vient compléter le blocus de la ville, l'effectif des assiégeants s'élevant alors à 24 000 hommes. Les Russes bombardent la ville pendant plusieurs jours tandis que les Suédois occupent l'île de Wolin à l'estuaire de l'Oder. Les Prussiens, faute de moyens navals, ne peuvent plus faire parvenir de vivres à Kolberg depuis Stettin. Le camp du duc de Wurtemberg est lui-même presque à court de vivres quand il voit arriver, le 30 septembre, une armée de renfort prussienne commandée par Dubislaw von Platen. Le 9 octobre, le mauvais temps oblige la flotte russe à se retirer. Mais Frédéric II rappelle ses forces en Silésie et la ville de Kolberg doit finalement capituler le 16 ou 17 décembre.

## Conséquences
Les Russes, maîtres de la ville, peuvent prendre leurs quartiers d'hiver en Poméranie. C'est la dernière victoire russe de ce conflit: quelques semaines plus tard, le 5 janvier 1762, la mort de l'impératrice Élisabeth de Russie amène l'Empire russe à signer la paix et à rendre Kolberg à la Prusse.
Le défenseur de Kolberg, von der Heyde, après une courte captivité en Russie, finit sa vie en 1765 comme gouverneur de cette ville avec une modeste pension de 600 thalers portée plus tard à 800.

### Sources et bibliographie
- (en) Cet article est partiellement ou en totalité issu de l’article de Wikipédia en anglais intitulé « Siege of Kolberg (Seven Years' War) » (voir la liste des auteurs).

- (de) Cet article est partiellement ou en totalité issu de l’article de Wikipédia en allemand intitulé « Kołobrzeg » (voir la liste des auteurs). dans sa version du 30 décembre 2014.

- (de) Cet article est partiellement ou en totalité issu de l’article de Wikipédia en allemand intitulé « Heinrich Sigismund von der Heyde » (voir la liste des auteurs). dans sa version du 30 décembre 2014.

Ouvrages en anglais
- (en) Brendan Simms, Three Victories and a Defeat : The Rise and Fall of the First British Empire, Penguin Books, 2008
- (en) Fred Anderson, Crucible of War : The Seven Years' War and the Fate of Empire in British North America, 1754-1766, Faber and Faber, 2001

Ouvrages en allemand
- (de) Werner Buchholz, Pommern, Siedler, 2002, 575 p. (ISBN 3-88680-780-0)
- (de) Kurt Burk, Handbuch zur Geschichte der Festungen des historischen deutschen Ostens, Osnabrück, Biblio, 1995, 314 p. (ISBN 3-7648-2454-9)

Ouvrages en français
- Friedrich August von Retzow, Nouveaux mémoires historiques sur la Guerre de Sept Ans, Volume 2, 1803.